# El primer nueva corónica y buen gobierno
El primer nueva corónica y buen gobierno és una crònica escrita per Felipe Guamán Poma d'Ayala com una carta dirigida al Rei d'Espanya en la qual descriu la situació dels indígenes en el Virregnat del Perú. Va ser trobada  el 1908, a la Biblioteca Real de Dinamarca per Richard Pietschmann.

## Descobriment
El 1909, a la Biblioteca Real de Dinamarca a Copenhaguen, va ser descobert un antic manuscrit compost per 1179 pàgines i decorat amb 398 il·lustracions. Va ser publicat per primera vegada en 1936 per l'Institut d'ethnologie de París, una publicació facsímil a càrrec de Paul Rivet.
Aquest manuscrit, redactat cap a 1615, en castellà i quítxua, i abundant en il·lustracions, tenia el format d'una obra dedicada al llavors rei d'Espanya Felip III. És un document molt valuós que recull dades sobre el Perú de finals del segle  i principis del segle xvi . El manuscrit està signat per Felipe Guamán Poma d'Ayala, natural de Huamanga. Aquesta obra té un objectiu concret retratar la realitat andina i sol·licitar a la Corona espanyola una reforma del govern virregnal per a salvar al poble andí de l'explotació, les malalties i les mescles racials. L'autor descriu obertament el seu punt de vista en relació amb els abusos comesos per les noves autoritats, encara que accepta gustós la seva presència com a agents civilitzadors.